# Koffiebier
Koffiebier is een bier waarin koffie is verwerkt. De gebrande smaak van koffie kan ook met mout worden bereikt (zie: stout), maar is bij een koffiebier nog veel uitgesprokener doordat er echte koffie aan het brouwsel is toegevoegd. Koffiebieren zijn een typische exponent van de "nieuwe bieren" die de laatste jaren in de Verenigde Staten zijn ontwikkeld en veel navolging hebben gekregen in met name Scandinavië en Nederland, maar ook in België.

## Stijl
Stouts en porters bewijzen dat een gebrande smaak in bier prima mogelijk is en zelfs vele liefhebbers heeft. In het Engelse taalgebied werden stouts waarvan de gebrande smaak aan koffie deed denken al langer coffee stout genoemd, wat innovatieve bierbrouwers op het idee bracht echte koffie aan het brouwsel toe te voegen. Deze bieren worden vaak als espresso stout op de markt gebracht.
Veel koffiebieren zijn in basis stouts met een extra koffietoets, maar er bestaan ook blonde bieren waaraan koffie is toegevoegd. De koffie kan op verschillende manieren aan het bier worden toegevoegd. Een beproefde methode is het laten meerijpen van koffiebonen, zodat de smaak diep in het bier trekt, maar het is ook mogelijk om gezette koffie of zelfs koffiedrab aan het brouwsel toe te voegen. 

## Koffiebier in de Lage Landen
Moderne Amerikaanse bierstijlen vonden al vroeg navolging in Nederland. Dat is voor koffiebier niet anders. Bekende brouwers als De Molen, Emelisse en Klein Duimpje brachten hun eigen koffiebieren op de markt. Nederland is nog altijd een belangrijk centrum van de internationale koffiehandel, wat brouwers inspireerde tot nieuwe experimenten, bijvoorbeeld met de exclusieve Indonesische Kopi Loewakkoffie, door De Molen. Voor het Amsterdamse café Hofje Van Wijs brouwt deze brouwer een speciaal assortiment bieren met verschillende koffiesoorten, waarvan sommige ook internationaal op de markt zijn gebracht.
In België werd het eerste koffiebier gebrouwen door De Struise Brouwers, als onderdeel van de Black Damnationserie. In 2012 kwam daar het koffiebier van Broeder Jacob bij, de Broeder Jacob Double Espresso. Brouwerij DijkWaert brouwde Goeie Koffe, een stout met toevoeging van koffie.